# Dudleya
Dudleya ist eine Pflanzengattung aus der Familie der Dickblattgewächse (Crassulaceae). Der botanische Name der Gattung ehrt den US-amerikanischen Botaniker William Russel Dudley (1849–1911).

## Beschreibung

### Vegetative Merkmale
Die Arten der Gattung Dudleya sind ausdauernde, kahle Rosettenpflanzen mit meist faserigen Wurzeln und sukkulenten Blättern. Ihre Triebe sind nicht verzweigt oder verzweigt, dann meist dichotom. Sie sind an ihrer Basis meist mit mehr oder weniger vertrockneten Blättern oder Blattbasen bedeckt. Die Triebe sind meist kurz und etwas aufrecht und erreichen Durchmesser zwischen 10 und 40 Millimeter (selten 1,5 bis 90 Millimeter). Die Rosetten stehen endständig an den Trieben. Sie besitzen Durchmesser von 3 bis 25 Zentimetern (selten 1 bis 50 Zentimeter) und bestehen aus 20 bis 40, selten 3 bis 120 Blättern. Die Blätter sind in ihrer Form sehr variabel. Meist sind sie mehr oder weniger länglich bis länglich (verkehrt-)lanzettlich. Die Blattoberseite ist meistens mehr oder weniger flach oder leicht konkav bis rinnig. Ihre Unterseite ist meist etwas gerundet bis konkav. Sie sind mit einer breiten Basis vollständig mit der Sprossachse verbunden und an der Basis oft verbreitert. Die Blattspitze ist stumpf-abgerundet bis scharf-spitz. Die glauken bis dicht bemehlten Blätter sind meist immergrün. Sie werden 1 bis 10 Zentimeter (selten 0,6 bis 40 Zentimeter) lang, 0,2 bis 3 Zentimeter (selten bis zu 10 Zentimeter) breit und sind 2 bis 6 Millimeter (selten 1 bis maximal 25 Millimeter) dick.

### Blütenstände und Blüten

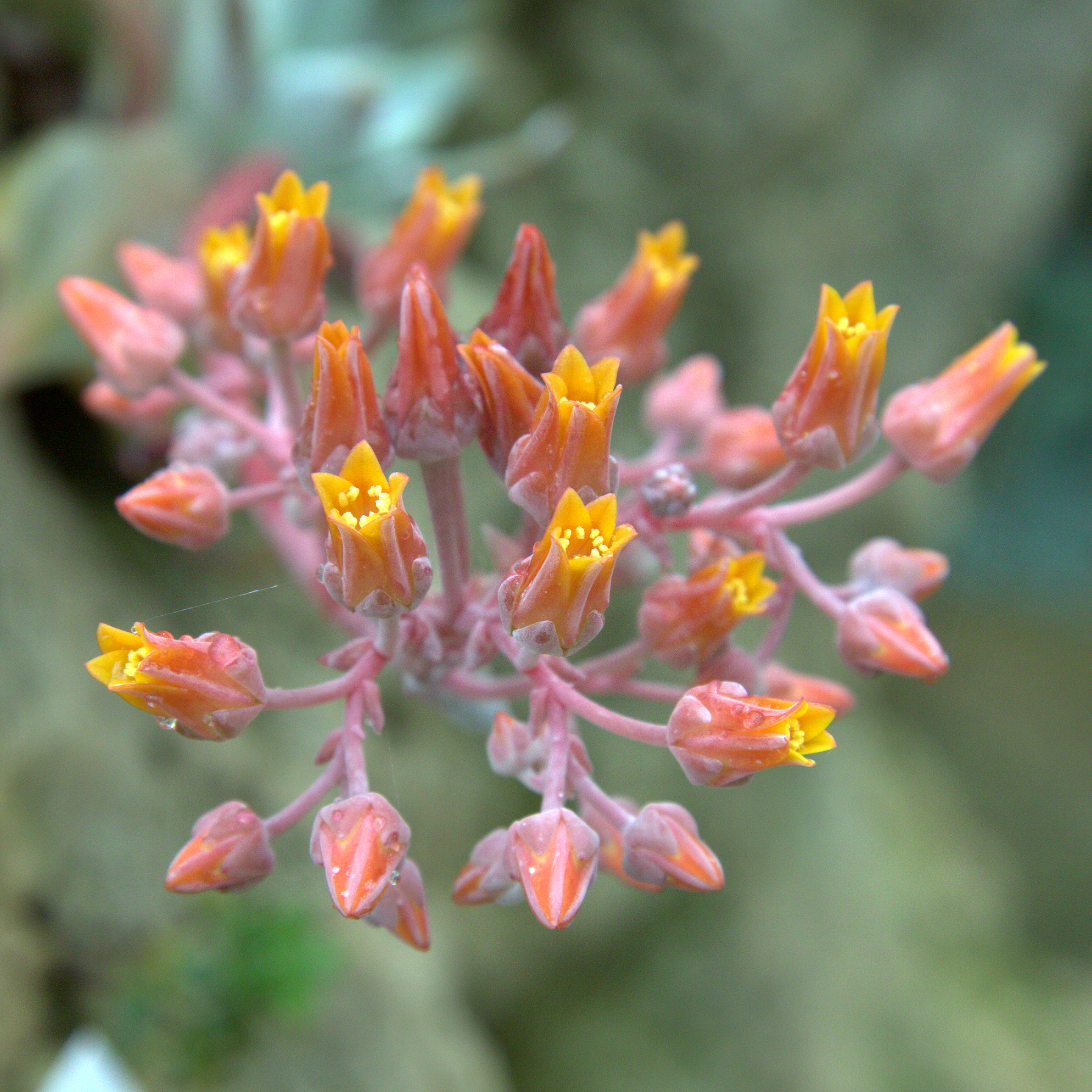
Blüten von Dudleya cymosa

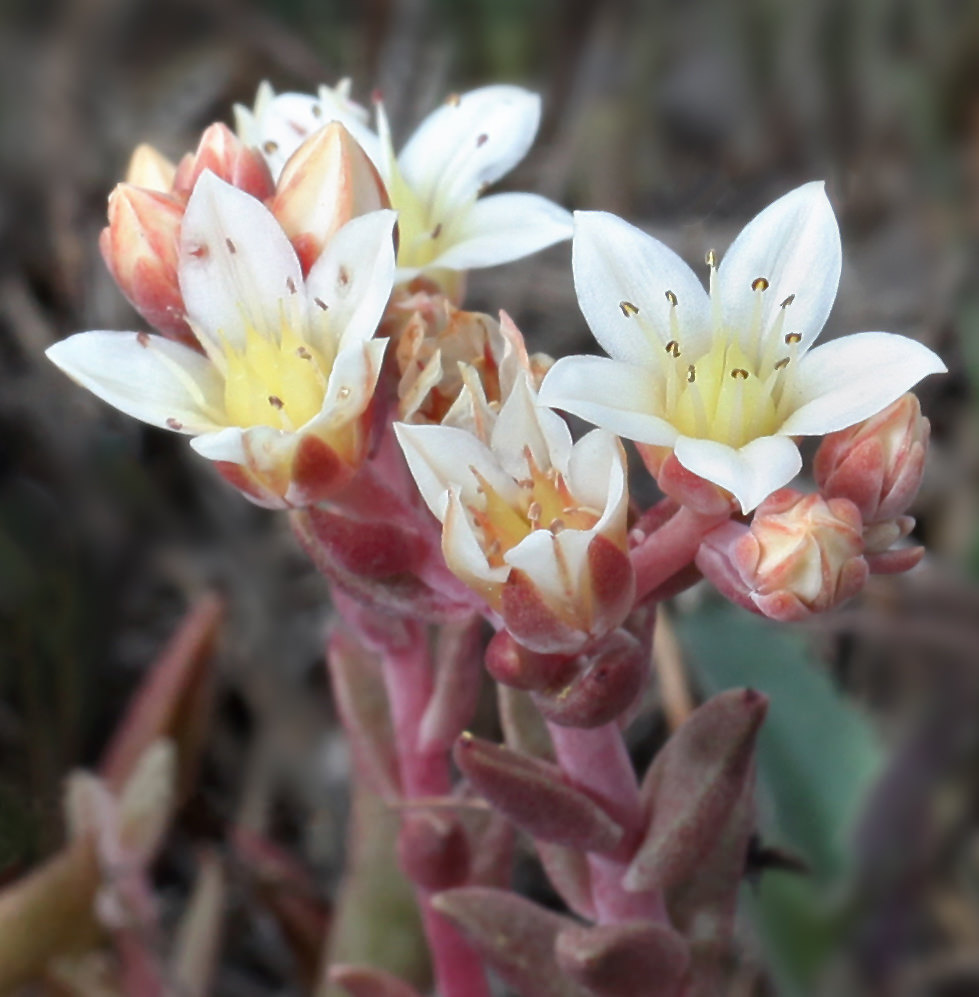
Blüten von Dudleya nesiotica

Die einzelnen bis zahlreichen, meist mehr oder weniger aufrechten bis aufsteigenden Blütentriebe erscheinen jährlich aus den Blattachseln. Sie sind 5 bis 40 Zentimeter (bis maximal 100 Zentimeter) lang. Der zymöse Blütenstand besteht aus 3 bis 20 (selten 2 bis 30) Blüten. Die fünfzähligen (selten vierzähligen) duftlosen Blüten sind obdiplostemon. Der Blütenkelch ist 3 bis 8 Millimeter (selten 2 bis 9 Millimeter) lang. Seine Kelchblätter sind an der Basis miteinander verwachsen. Ihre freien Kelchzipfel sind 1,5 bis 6 Millimeter (selten 1 bis 8 Millimeter) lang. Die Blütenkrone hat Durchmesser von 3,5 bis 23 Millimeter und eine Länge von 1 bis 4 Millimetern (selten 0,5 bis 10 Millimetern). Ihre meist blass gelblichen bis gelben Kronblätter sind meist etwas elliptisch bis länglich oder eiförmig. Die Kronzipfel sind mehr oder weniger aufrecht oder von der Mitte bis zur Spitze etwas spreizend-ausgebreitet bis zurückgebogen.
Die zehn Staubblätter stehen in zwei Kreisen. Sie sind kürzer als Kronblätter. Die Staubbeutel sind meist gelb und 1 bis 2 Millimeter lang. Die gestutzten Nektarschüppchen sind 0,5 bis 2 Millimeter breit. Der Griffel ist schlank.

### Früchte und Samen

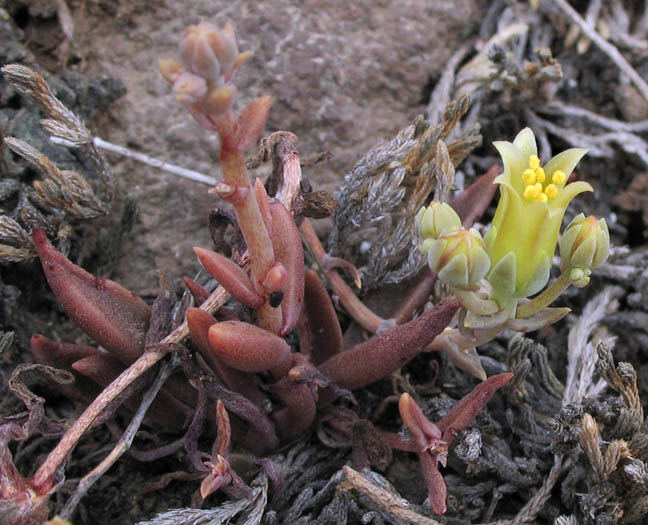
Untergattung Dudleya: Dudleya abramsii subsp. parva

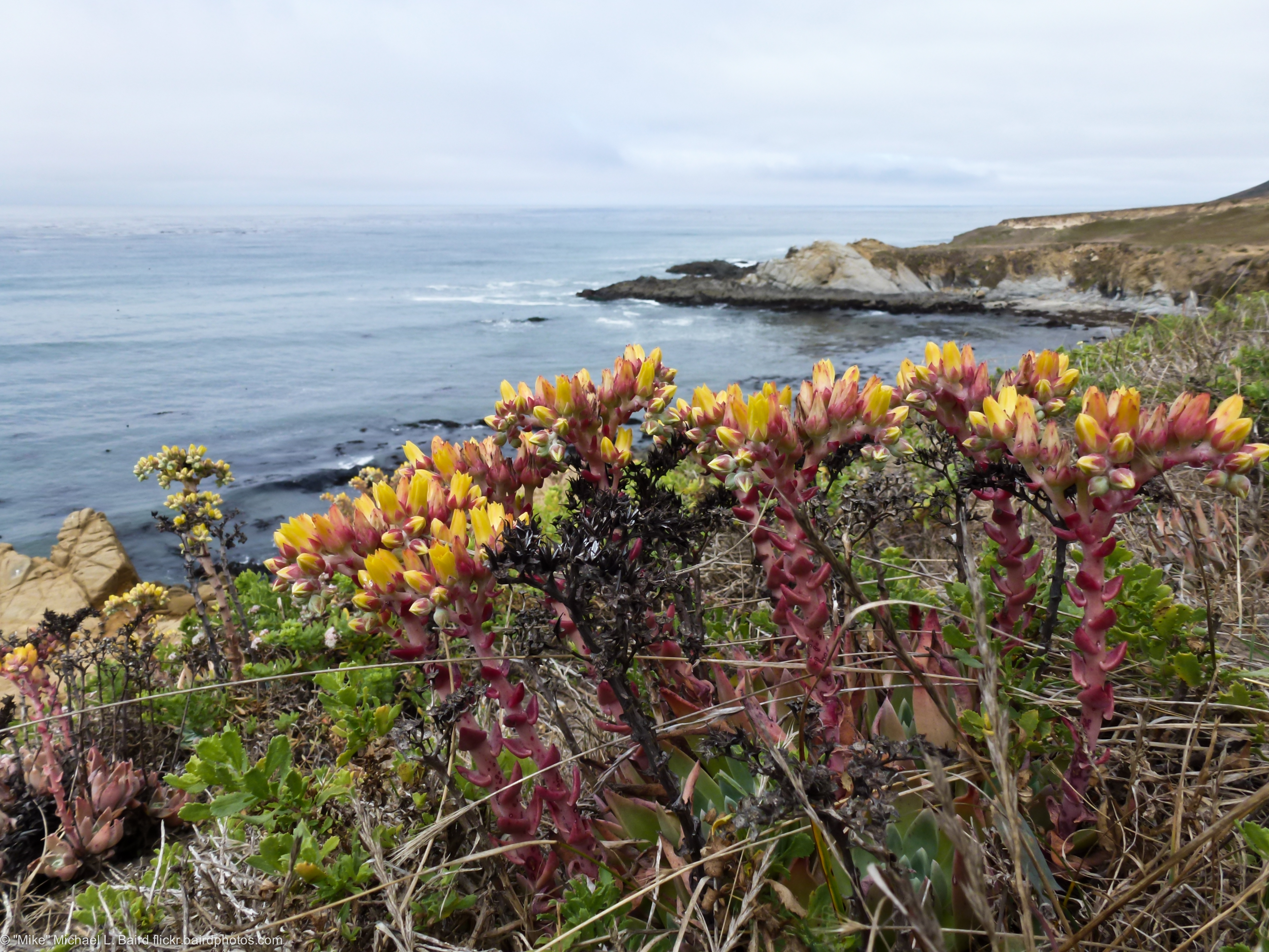
Untergattung Dudleya: Dudleya cespitosa

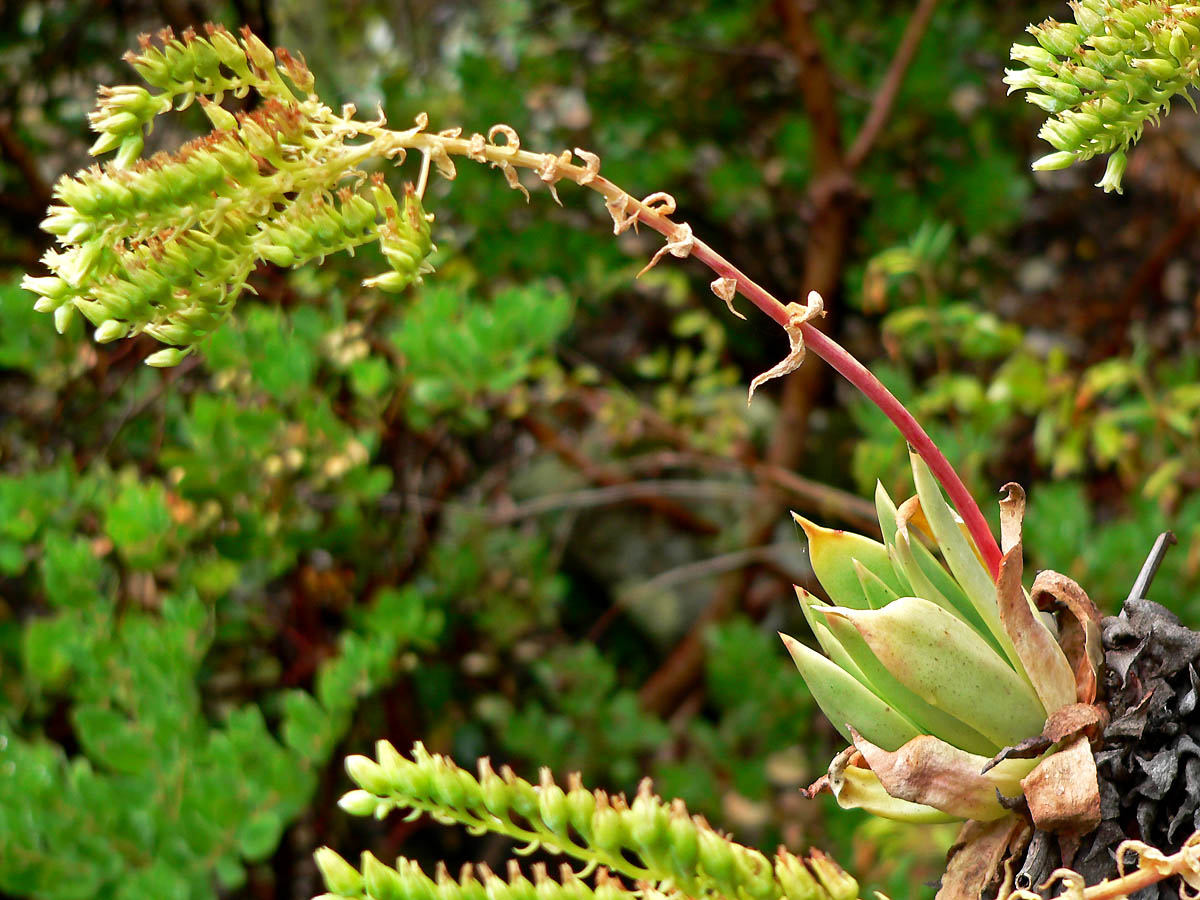
Untergattung Dudleya: Dudleya candelabrum

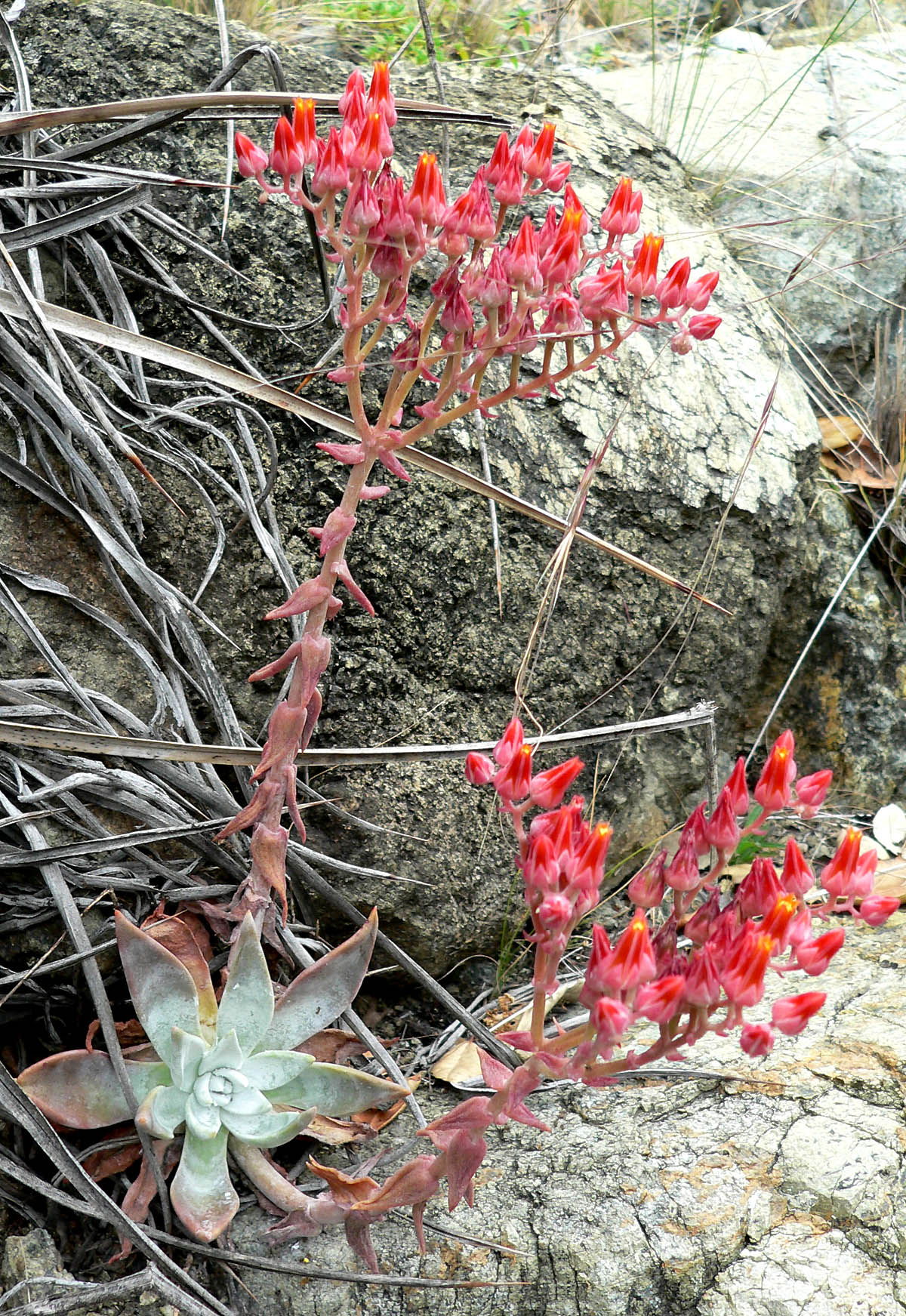
Untergattung Dudleya: Dudleya cymosa

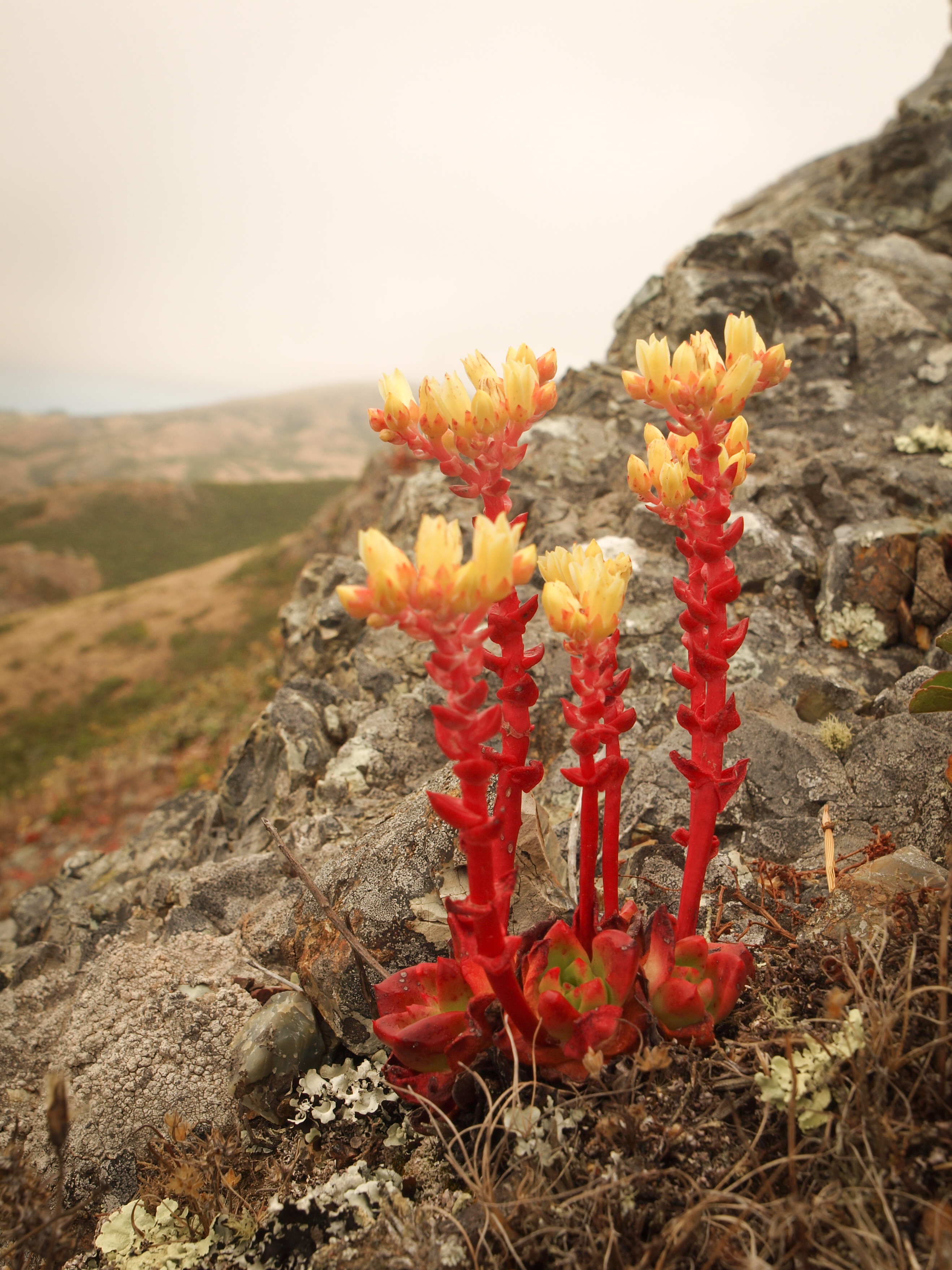
Untergattung Dudleya: Dudleya farinosa

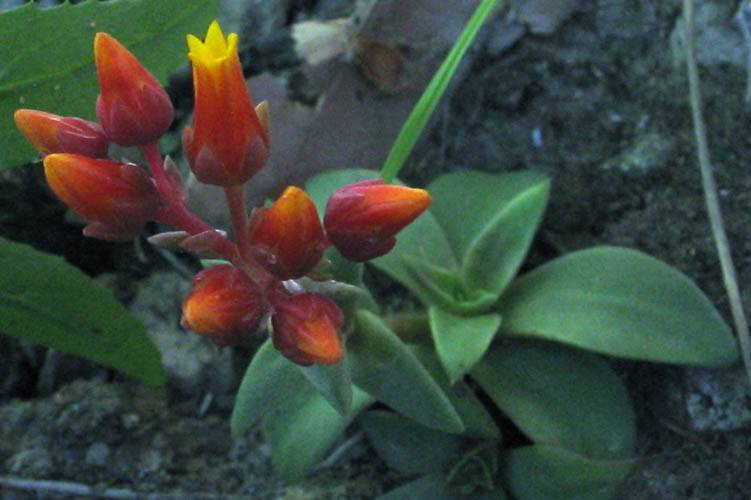
Untergattung Dudleya: Dudleya lanceolata

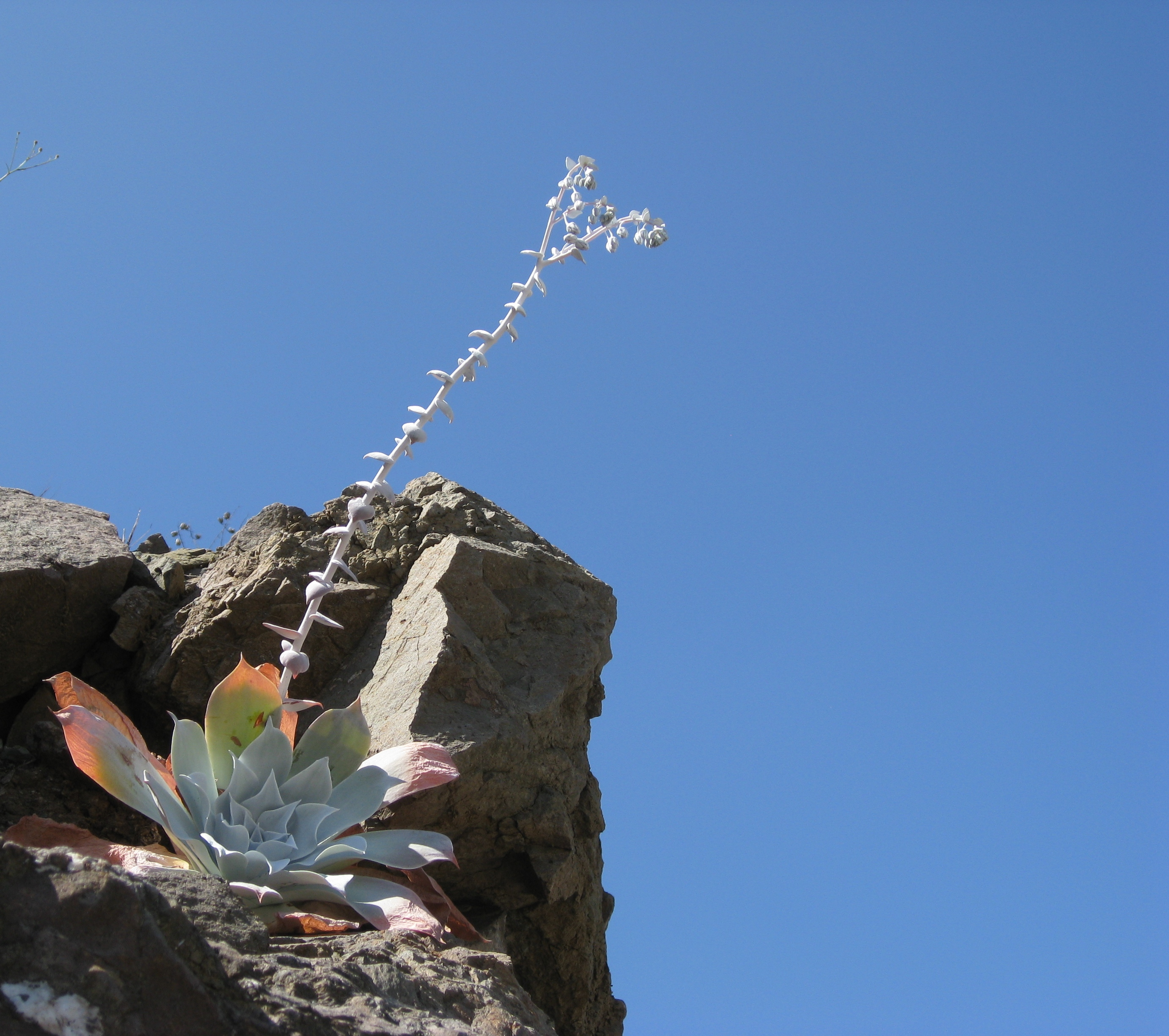
Untergattung Dudleya: Dudleya pulverulenta

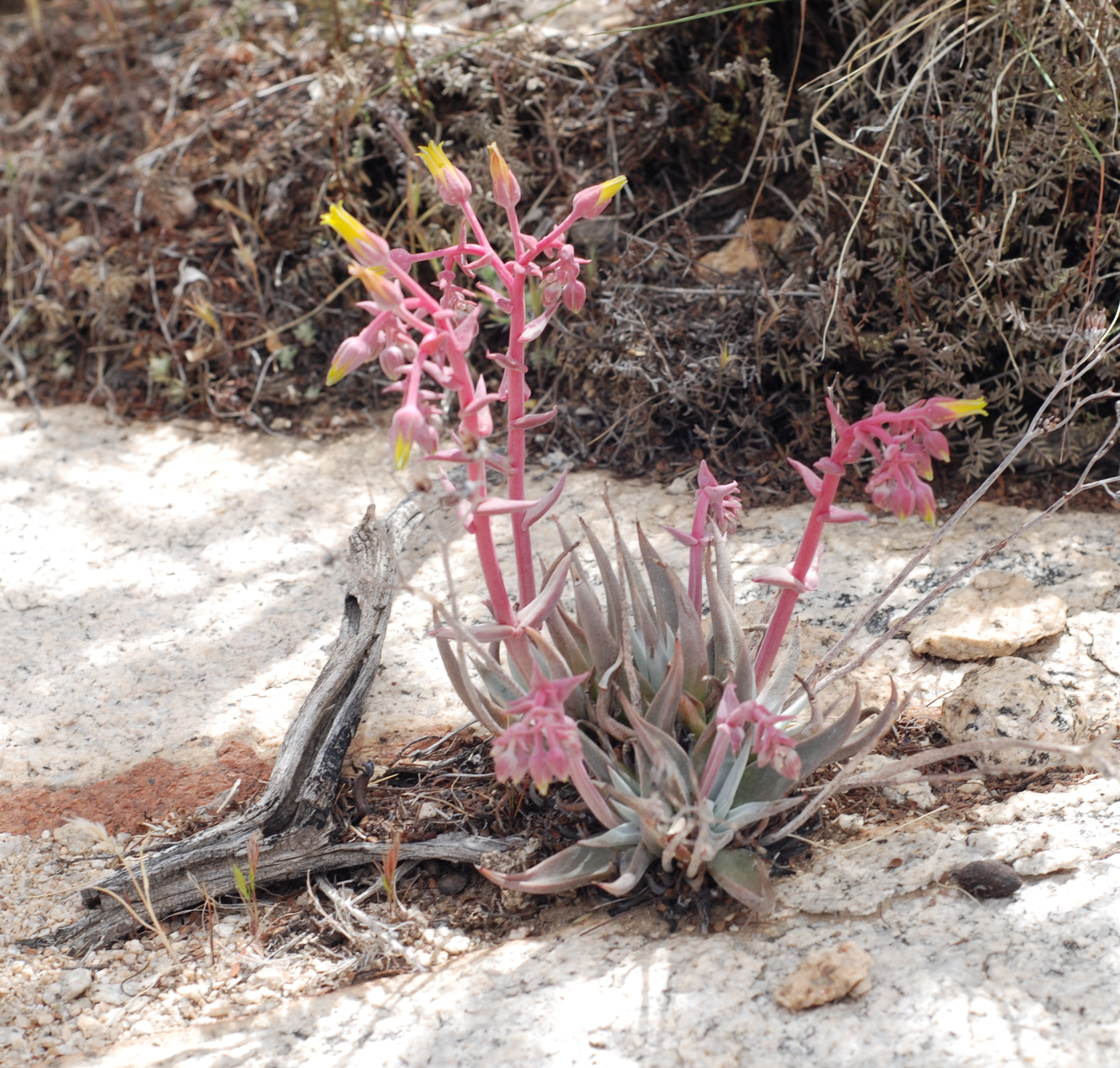
Untergattung Dudleya: Dudleya saxosa

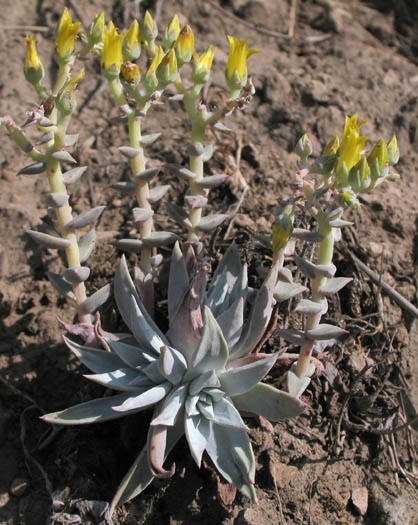
Untergattung Dudleya: Dudleya verityi

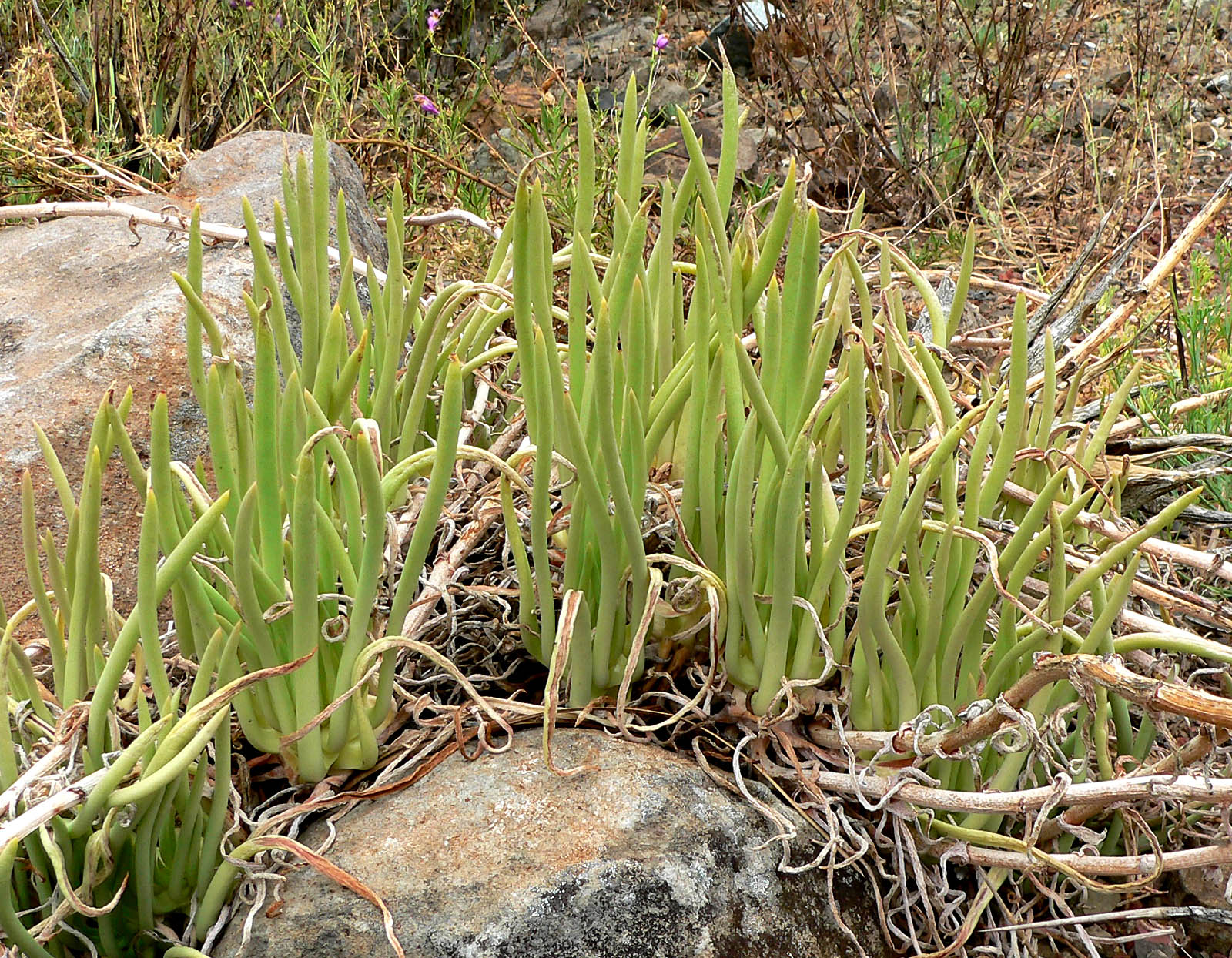
Untergattung Stylophyllum: Dudleya edulis

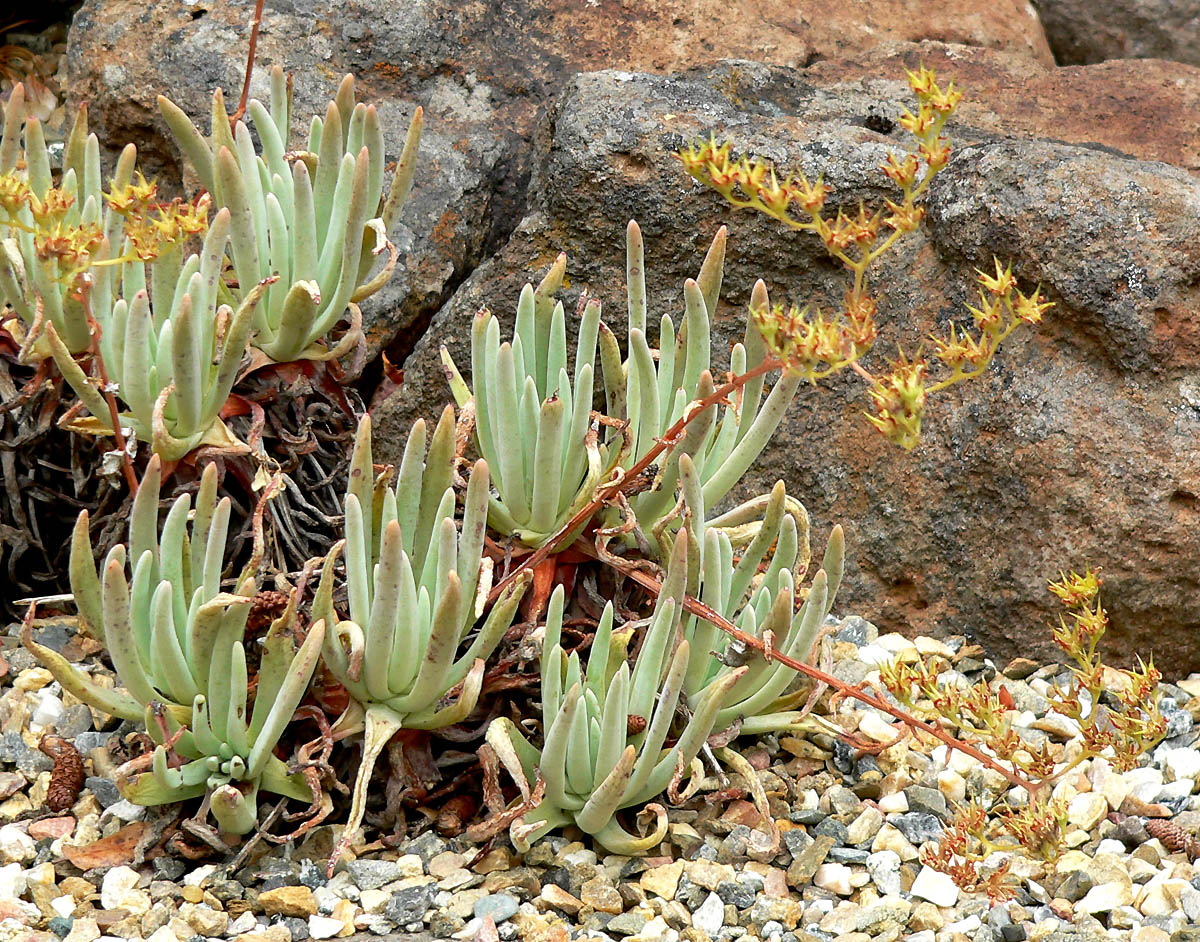
Untergattung Stylophyllum: Dudleya virens subsp. hassei

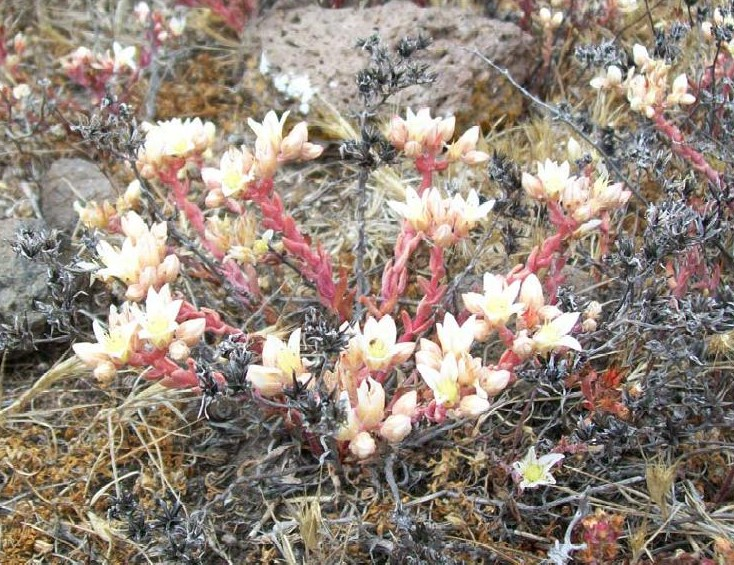
Untergattung Hasseanthus: Dudleya nesiotica

Die Frucht ist eine mehr oder weniger braune oder bräunliche und nur selten rote Balgfrucht. Die darin enthaltenen mehr oder weniger braunen, schmal spindelförmigen Samen sind 0,5 bis 1,5 Millimeter groß. Ihre Samenschale ist gerippt.

## Systematik und Verbreitung
Die Gattung Dudleya ist im Südwesten Oregons, im Süden Nevadas, in Zentral- und West-Arizona und in Kalifornien in den Vereinigten Staaten sowie in den mexikanischen Bundesstaaten Sonora und Baja California verbreitet, wo die Pflanzen in meist küstennahen Gebieten vorwiegend an felsigen Stellen wachsen.
Die Erstbeschreibung durch Nathaniel Lord Britton und Joseph Nelson Rose wurde 1903 veröffentlicht. Nach Joachim Thiede wird die Gattung Dudleya in drei Untergattungen mit folgenden Arten untergliedert:
- Untergattung Dudleya
  - Dudleya abramsii Rose: Mit den Unterarten:
    - Dudleya abramsii subsp. abramsii: Sie kommt in Kalifornien und Baja California in Höhenlagen zwischen 300 und 1900 Metern Meereshöhe vor.[4]
    - Dudleya abramsii subsp. affinis K.M. Nakai: Sie kommt in Kalifornien in Höhenlagen zwischen 1800 und 2600 Metern Meereshöhe vor.[4]
    - Dudleya abramsii subsp. bettinae (Hoover) Bartel: Sie kommt in Kalifornien in Höhenlagen zwischen 0 und 200 Metern Meereshöhe vor.[4]
    - Dudleya abramsii subsp. murina (Eastw.) Moran: Sie kommt in Kalifornien in Höhenlagen zwischen 100 und 600 Metern Meereshöhe vor.[4]
    - Dudleya abramsii subsp. parva (Rose & Davidson) Bartel: Sie wird von manchen Autoren auch als eigenständige Art angesehen: Dudleya parva Rose & Davidson. Sie kommt nur im Ventura County in Kalifornien in Höhenlagen zwischen 100 und 400 Metern Meereshöhe vor.[4]

  - Dudleya acuminata Rose (Syn.: Dudleya brevipes Rose): Sie kommt im nordwestlichen Mexiko vor.[5]
  - Dudleya albiflora Rose: Sie kommt in Niederkalifornien vor.[5]
  - Dudleya anthonyi Rose: Sie kommt in Niederkalifornien vor.[5]
  - Dudleya arizonica Rose: Sie kommt vom südöstlichen Kalifornien bis ins westliche Arizona, im nördlichen Baja California und im nordwestlichen mexikanischen Bundesstaat Sonora vor.[5]
  - Dudleya brittonii Johans.: Sie kommt im nördlichen Baja California vor.[5]
  - Dudleya cespitosa (Haw.) Britton & Rose; Heimat: Kalifornien; sie kommt in Höhenlagen zwischen 0 und 600 Metern Meereshöhe vor.[4]
  - Dudleya calcicola Bartel & Shevock. Sie wird auch von manchen Autoren als Unterart angesehen: Dudleya abramsii Rose subsp. calcicola (Bartel & Shevock) K. M. Nakai. Sie kommt in Kalifornien in Höhenlagen zwischen 500 und 2000 Metern Meereshöhe vor.[4]
  - Dudleya candelabrum Rose: Sie ist ein Endemit von Santa Cruz Island und Santa Rosa Island (Kalifornien) und kommt dort in Höhenlagen zwischen 0 und 600 Metern Meereshöhe vor.[4]
  - Dudleya candida Britton & Rose; Heimat: Mexiko (Baja California)
  - Dudleya cultrata Rose: Sie kommt im nordwestlichen Mexiko vor.[5]
  - Dudleya cymosa (Lem.) Britton & Rose; Heimat: Kalifornien und Oregon. Mit den Unterarten:
    - Dudleya cymosa subsp. agourensis K. M. Nakai: Sie kommt in Kalifornien in den Santa Monica Mountains in Höhenlagen zwischen 200 und 500 Metern Meereshöhe vor.[4]
    - Dudleya cymosa subsp. costatifolia Bartel & Shevock: Sie wird von manchen Autoren auch als Unterart Dudleya abramsii Rosesubsp. costatifolia (Bartel & Shevock) Moran zu Dudleya abramsii gestellt. Sie kommt in Kalifornien in Höhenlagen zwischen 1500 und 1700 Metern Meereshöhe vor.[4]
    - Dudleya cymosa subsp. crebrifolia K.M. Nakai & Verity: Sie ist ein Endemit der San Gabriel Mountains und kommt dort in Höhenlagen zwischen 300 und 600 Metern Meereshöhe vor.[4]
    - Dudleya cymosa subsp. cymosa: Sie kommt in Kalifornien in Höhenlagen zwischen 0 und 2700 Metern Meereshöhe vor.[4]
    - Dudleya cymosa subsp. marcescens Moran: Sie kommt in den Santa Monica Mountains, in Los Angeles und im Ventura County vor.[4]
    - Dudleya cymosa subsp. ovatifolia (Britton) Moran: Sie kommt in den Santa Monica Mountains und im Santa-Ana-Gebirge in Höhenlagen zwischen 200 und 400 Metern Meereshöhe vor.[4]
    - Dudleya cymosa subsp. paniculata (Jeps.) K.M. Nakai: Sie kommt in Kalifornien in Höhenlagen zwischen 30 und 1200 Metern Meereshöhe vor.[4]
    - Dudleya cymosa subsp. pumila (Rose) K.M. Nakai: Sie kommt in Kalifornien in Höhenlagen zwischen 100 und 2600 Metern Meereshöhe vor.[4]

  - Dudleya farinosa (Lindl.) Britton & Rose: Sie kommt in Kalifornien und in Oregon in Höhenlagen zwischen 0 und 600 Metern Meereshöhe vor.[4]
  - Dudleya gatesii Johans.: Sie kommt im nordwestlichen Mexiko vor.[5]
  - Dudleya gnoma S.W. McCabe: Sie kommt nur auf Santa Rosa Island vor.[4]
  - Dudleya greenei Rose: Sie kommt nur auf den kalifornischen Inseln Santa Cruz Island, Santa Catalina Island, San Miguel Island und Santa Rosa Island vor.[4]
  - Dudleya guadalupensis Moran: Sie kommt nur auf der Insel Guadalupe des mexikanischen Bundesstaates Baja California vor.[5]
  - Dudleya ingens Rose: Sie kommt in Baja California vor.[5]
  - Dudleya lanceolata (Nutt.) Britton & Rose: Sie kommt im mexikanischen Bundesstaat Baja California und in Kalifornien in Höhenlagen zwischen 0 und 1300 Metern Meereshöhe vor.[4]
  - Dudleya linearis (Greene) Britton & Rose: Sie kommt in Baja California vor.[5]
  - Dudleya nubigena (Brandegee) Britton & Rose (Syn.: Dudleya rigida Rose): Sie kommt im südlichen Baja California vor.[5] Mit den Unterarten:
    - Dudleya nubigena subsp. cerralvensis Moran
    - Dudleya nubigena subsp. nubigena

  - Dudleya pachyphytum Moran & M. Benedict: Sie kommt auf der Isla de Cedros vor.[5]
  - Dudleya palmeri (S. Watson) Britton & Rose: Sie kommt in Kalifornien von den Santa Lucia Mountains in Monterey County bis zu den Santa Monica Mountains in Los Angeles County in Höhenlagen zwischen 0 und 100 Metern Meereshöhe vor.[4]
  - Dudleya pauciflora Rose: Sie kommt in Baja California vor.[5]
  - Dudleya pulverulenta (Nutt.) Britton & Rose: Sie kommt vom südlichen Kalifornien bis zum nördlichen Baja California vor.[5]
  - Dudleya rigidiflora Rose: Sie kommt in Baja California vor.[5]
  - Dudleya rubens (Brandegee) Britton & Rose; Heimat: Mexiko (Baja California)[5]
  - Dudleya saxosa (M.E. Jones) Britton & Rose: Mit den Unterarten:
    - Dudleya saxosa subsp. aloides (Rose) Moran: Sie kommt in Kalifornien in Höhenlagen zwischen 200 und 1900 Metern Meereshöhe vor.[4]
    - Dudleya saxosa subsp. collomiae (Rose ex C.V. Morton) Moran: Sie kommt in Arizona in Höhenlagen zwischen 400 und 1800 Metern Meereshöhe vor.[4]
    - Dudleya saxosa subsp. saxosa: Sie kommt in Kalifornien in Höhenlagen zwischen 1100 und 2200 Metern Meereshöhe vor.[4]

  - Dudleya setchellii (Jeps.) Britton & Rose: Sie wird von manchen Autoren auch als Unterart Dudleya abramsii Rose subsp. setchellii (Jepson) Moran zu Dudleya abramsii gestellt. Sie kommt in Kalifornien in Höhenlagen zwischen 100 und 300 Metern Meereshöhe vor.[4]
  - Dudleya stolonifera Moran: Sie ist ein Endemit der San Joaquin Hills des Orange County in Kalifornien.[4]
  - Dudleya verityi K. Nakai: Sie kommt nur in den Santa Monica Mountains in Kalifornien vor.[4]

- Untergattung Stylophyllum (Britton & Rose) Moran
  - Dudleya anomala (Davidson) Moran (Syn.: Stylophyllum anomalum Davidson): Sie kommt in Baja California vor.[5]
  - Dudleya attenuata (S. Watson) Moran: Sie kommt in Kalifornien und im nördlichen Baja California vor.[5] Mit den Unterarten:
    - Dudleya attenuata subsp. attenuata (Syn.: Dudleya attenuata subsp. orcuttii (Rose) Moran): Sie kommt in Kalifornien und im mexikanischen Bundesstaaten Baja California in Höhenlagen zwischen 0 und 10 Metern Meereshöhe vor.[4]
    - Dudleya attenuata subsp. australis Moran: Sie kommt in Baja California vor.[4]

  - Dudleya campanulata Moran: Sie kommt im nördlichen Baja California vor.[5]
  - Dudleya densiflora (Rose) Moran; Heimat: Kalifornien, in Höhenlagen zwischen 100 und 600 Metern Meereshöhe.[4]
  - Dudleya edulis (Nutt.) Moran; Heimat: Südkalifornien, nördliches Baja California, in Höhenlagen zwischen 0 und 1300 Metern Meereshöhe.[4]
  - Dudleya formosa Moran: Sie kommt in Baja California Norte vor.[5]
  - Dudleya traskiae (Rose) Moran: Sie ist ein Endemit von Santa Barbara Island.[4]
  - Dudleya virens (Rose) Moran: Mit den Unterarten:
    - Dudleya virens subsp. extima Moran: Sie ist eine Endemit der Insel Guadalupe des mexikanischen Bundesstaates Baja California.[4]
    - Dudleya virens subsp. hassei (Rose) Moran: Sie ist ein Endemit von Santa Catalina Island.[4]
    - Dudleya virens subsp. insularis (Rose) Moran: Sie kommt in Kalifornien in Höhenlagen zwischen 0 und 300 Metern Meereshöhe vor.[4]
    - Dudleya virens subsp. virens: Sie ist eine Endemit von San Clemente Island.[4]

  - Dudleya viscida (S. Watson) Moran: Sie kommt in Kalifornien in Höhenlagen zwischen 0 und 500 Metern Meereshöhe vor.[4]

- Untergattung Hasseanthus (Rose) Moran
  - Dudleya blochmaniae (Eastw.) Moran, mit den Unterarten:
    - Dudleya blochmaniae subsp. blochmaniae: Sie kommt in Kalifornien und in Baja California vor.[4]
    - Dudleya blochmaniae subsp. brevifolia (Moran) Moran: Sie wird von manchen Autoren auch als eigene Art angesehen: Dudleya brevifolia (Moran) Moran. Sie kommt in Kalifornien vor.[4]
    - Dudleya blochmaniae subsp. insularis (Moran) Moran: Sie ist eine Endemit von Santa Rosa Island (Kalifornien).[4]

  - Dudleya multicaulis(Rose) Moran: Sie kommt in Kalifornien in Höhenlagen zwischen 0 und 700 Metern Meereshöhe vor und ist eine Endemit der Küstenebene von Los Angeles und der angrenzenden Hügel.[4]
  - Dudleya nesiotica (Moran) Moran: Sie kommt in Kalifornien an der Küste in Höhenlagen zwischen 10 und 30 Metern Meereshöhe vor.[4]
  - Dudleya variegata (S. Watson) Moran; Heimat: Südkalifornien, Baja California, in Höhenlagen zwischen 0 und 500 Metern Meereshöhe.[4]

Zur Gattung gehören außerdem noch die Hybriden Dudleya × semiteres (Rose) Moran und Dudleya × sproulii P.H. Thomson.

## Nachweise